# Буда (Ришка, Сучава)
Буда (рум. Buda) — село у повіті Сучава в Румунії. Входить до складу комуни Ришка.
Село розташоване на відстані 326 км на північ від Бухареста, 31 км на південь від Сучави, 109 км на захід від Ясс.

## Населення
За даними перепису населення 2002 року у селі проживали 753 особи, усі — румуни. Усі жителі села рідною мовою назвали румунську.